# Bet Amanuel

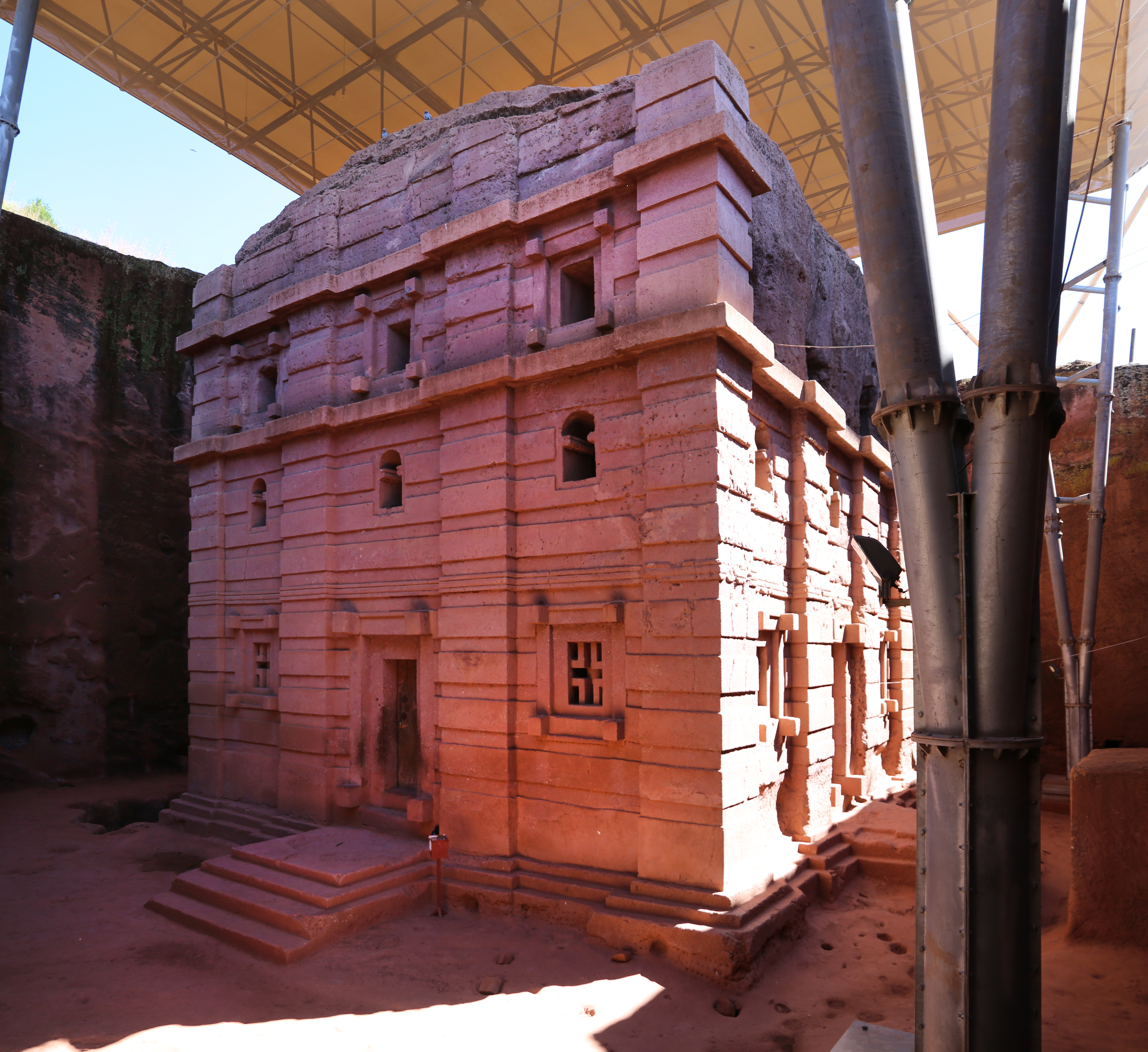
Bet Amanuel

Bet Amanuel è una chiesa monolitica ipogea scavata nella roccia.
La chiesa, che sorge a Lalibela, in Etiopia, è di stile axumita (periodo che va dal IV secolo a.C. al IX-X secolo d.C).